# Mel Hurtig
Mel Hurtig, (Edmonton, Alberta, 24 de junho de 1932 – Vancouver, Columbia Britânica, 3 de agosto de 2016) foi um editor, autor, político ativista e ex-candidato político canadense. Nascido e criado em Edmonton, Alberta, ele foi o ex-presidente da Galeria de Arte de Edmonton, e um ativista político observado que escreveu vários livros críticos ao governo canadense e suas diversas políticas.